# Haslev Kirke
Haslev Kirke ligger i stationsbyen Haslev ca. 12 km NV for Fakse (Region Sjælland).
Haslev Kirke bliver omtalt første gang i Roskildebispens jordebog i ca. 1370, men den første stenkirke er bygget i 1100-tallet. Kirken er udvidet og ombygget mange gange op gennem årene. Tårnet blev bygget i 1400-tallet.
Da Haslev i 1870 blev stationsby, og Indre Mission byggede de mange voksenskoler, steg befolkningstallet kraftigt, og der blev behov for en større kirke. Den 2. april 1916 indviedes Haslevs nye kirke med 641 siddepladser, og alteret mod syd. Af den middelalderlige kirke er bevaret tårn og kor. I årene 1987-88 blev kirken restaureret. Det ældste inventar i kirken er de gamle "grevestole". Det er kirkebænke, hvor gavlene er udsmykket med våbenskjolde, tilhørende tidligere ejere af Bregentved Gods, som ejede kirken fra 1648 til 1860.

## Eksterne kilder og henvisninger
- Haslev Kirke på KortTilKirken.dk
- Nordens Kirker Arkiveret 31. januar 2011 hos  Wayback Machine
- Haslev Kirke i bogværket Danmarks Kirker (udg. af Nationalmuseet)

- Wikimedia Commons har flere filer relateret til Haslev Kirke